# Urceola elastica
Urceola elastica är en oleanderväxtart som beskrevs av William Roxburgh. Urceola elastica ingår i släktet Urceola och familjen oleanderväxter. Inga underarter finns listade i Catalogue of Life.